# Pista de canicas

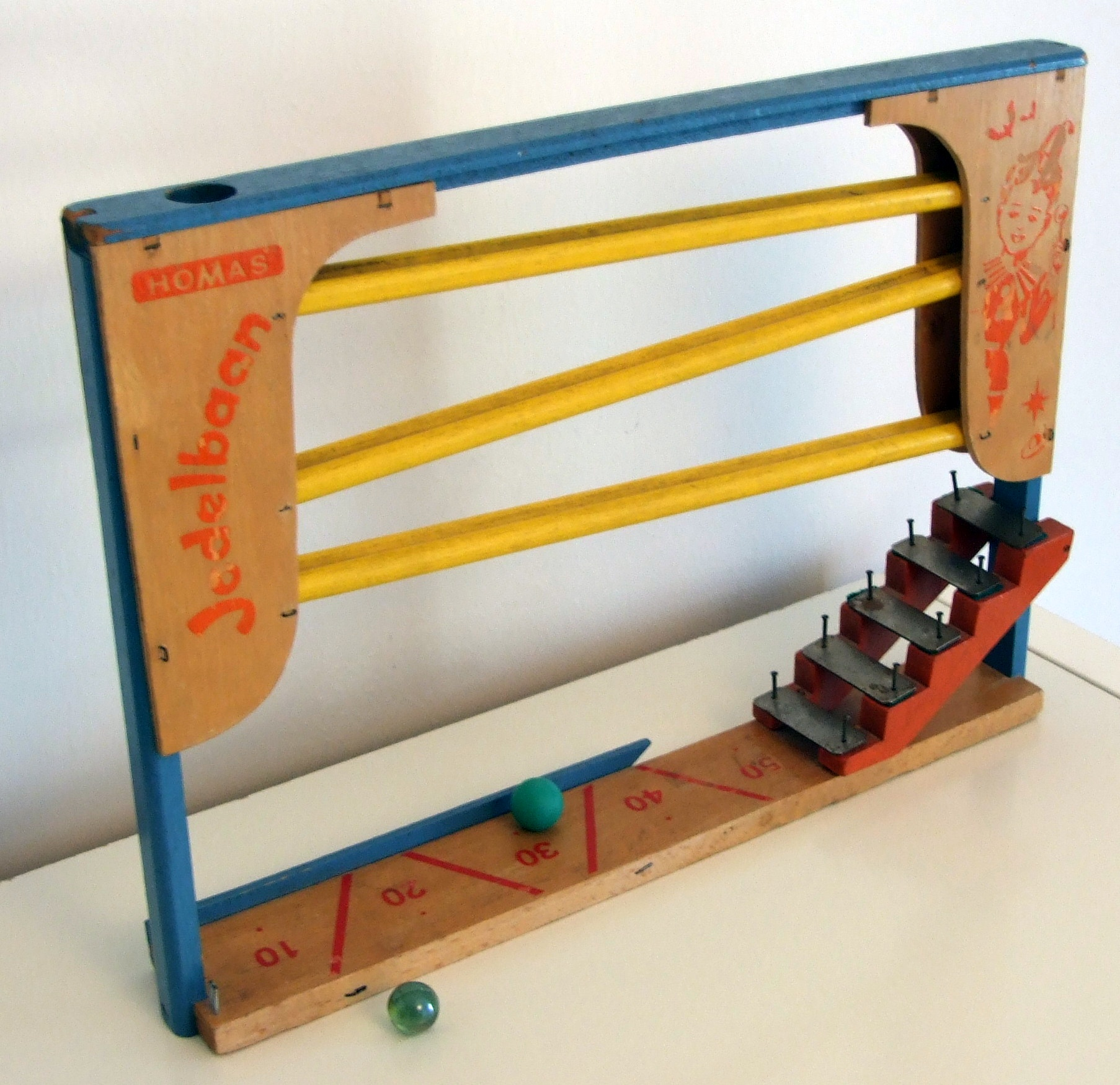
Una pista de canicas con carillón escalonado

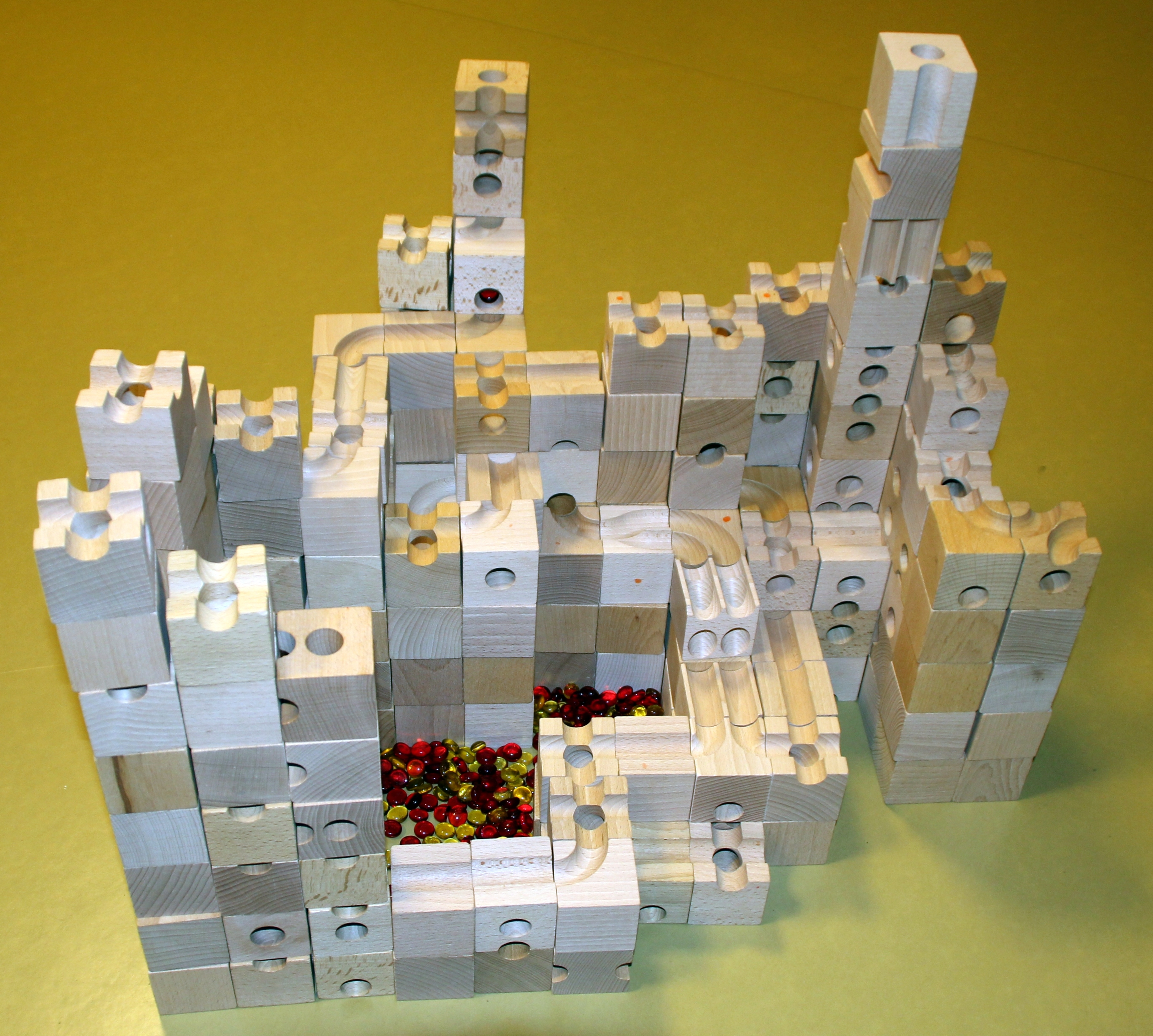
Ferrocarril de Cuboro

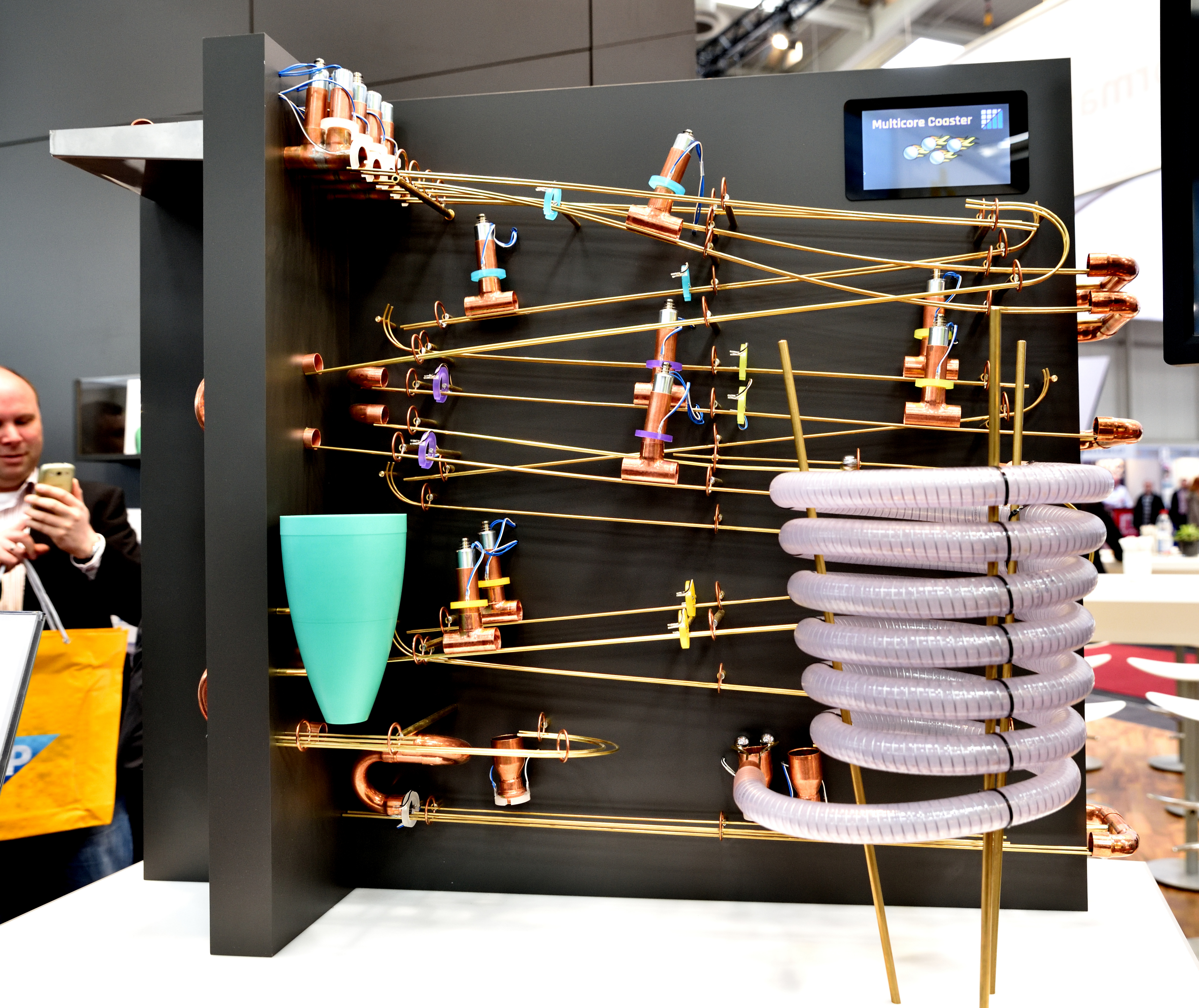
Pista de bolas paralela cinética en CeBIT 2016

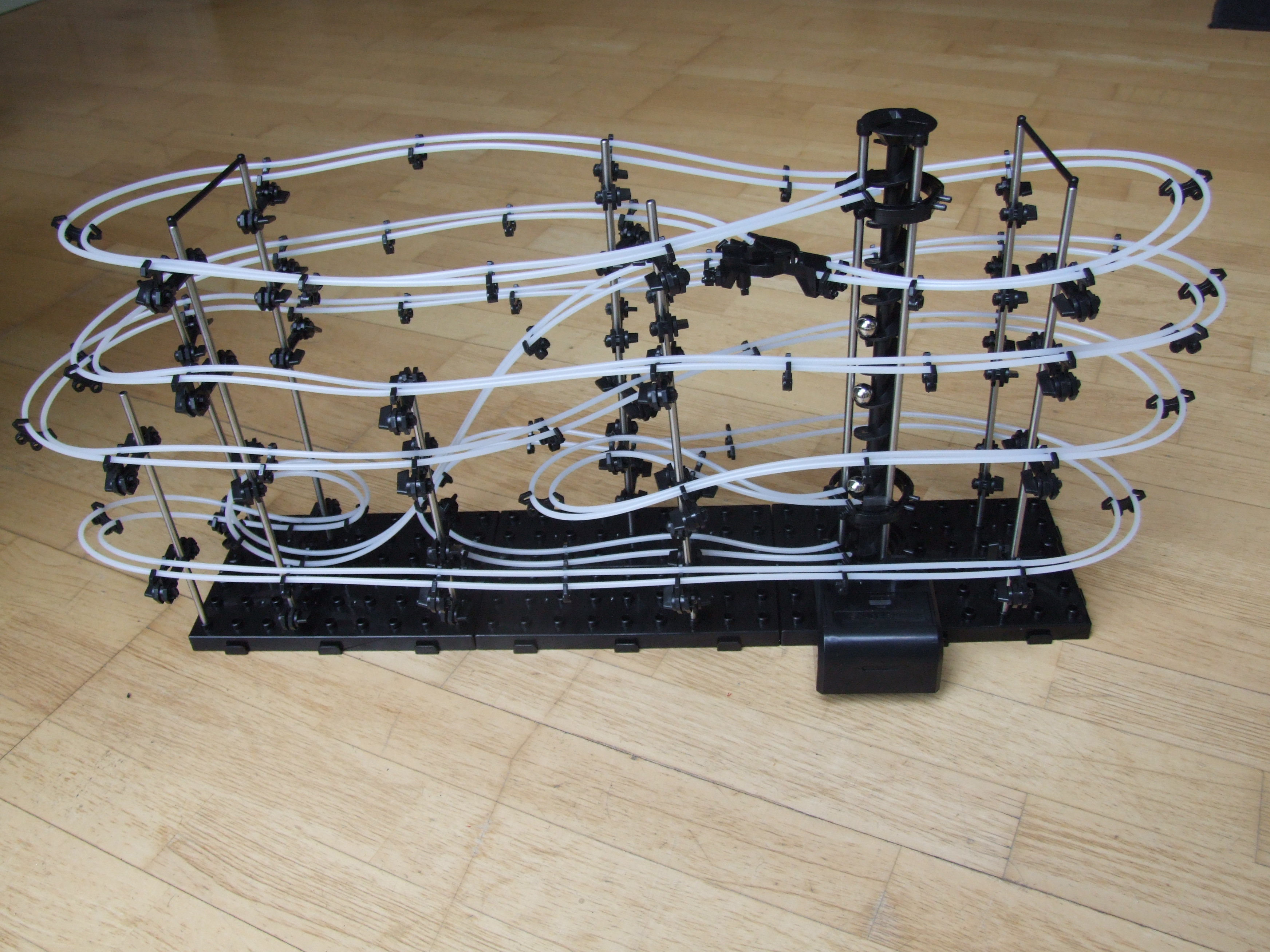
Pista de canicas con interruptor y ascensor motorizado

Una pista de bolas o de canicas es una construcción hecha de madera, papel, plástico o metal en la que una bola (a menudo una canica) corre a través de un recorrido predeterminado debido únicamente a la gravedad. En algunos modelos hay una pequeña campana en la salida, que es golpeada por la bola que pasa, o un glockenspiel escalonado, generalmente con las cinco barras de una quinta.

## Áreas de aplicación
Las pistas de canicas se utilizan en la mayoría de los casos como juguetes, pero en ocasiones se emplean para la exploración lúdica de las leyes físicas, como elemento en exposiciones ( centros científicos ) o como objeto de arte ( arte cinético). Además de las pistas de canicas fijas, también existen sistemas de pistas de canicas variables que están diseñados para entrenar habilidades constructivas.

## Valor educativo
Al utilizar una pista de canicas se fomenta de forma lúdica la percepción, las capacidades cognitivas y las habilidades motoras de los niños. A través de la construcción y el juego, sucede... a. a mejoras en la percepción espacial, el pensamiento lógico, la coordinación ojo-mano y la percepción visual . Además, jugar con una pista de canicas también tiene un efecto calmante y transmite una sensación de logro y, por lo tanto, de confianza en uno mismo.

## Pistas de bolas especiales
En algunas pistas de bolas, la bola rueda constantemente hacia abajo. Sin embargo, también son comunes las pistas en las que a veces la bola rueda horizontalmente, por ejemplo la pista de bolas Quadrilla o Cuboro. En el mercado también existen pistas de bolas con las que se pueden construir y componer las más diversas melodías (por ejemplo , HABA Kullerbü – Ball Run Melody Domino o Xyloba ). Además de las habilidades ya mencionadas, esto también fomenta la capacidad de manejar la música.En el “Wall Ball Track”  galardonado en 2011 con el Caballo Balancín de Oro, los elementos magnéticos de madera de haya se adhieren a cualquier pared magnética (pizarras magnéticas, frigoríficos, hojalata, etc.).
Se pueden construir pistas de canicas muy complejas utilizando sistemas de pistas de canicas formados por varios componentes, como placas de base, tubos de plástico flexibles, soportes metálicos, balancines, interruptores y elevadores accionados por motor (como GraviTrax ). Dependiendo de la inclinación y de la pista establecida, la bola rueda más rápido o muy lentamente sobre la pista. Con los tubos de plástico se pueden crear fácilmente tramos empinados y bucles. Permiten recorridos de pelota especialmente rápidos. Varias bolas pueden moverse en la pista al mismo tiempo.